# Johan Sandström (skeppsbyggare)
Johan Sandström, född 11 oktober 1781 i Hortlax 12, Piteå landsförsamling, död 24 september 1841 i Skellefteå landsförsamling, var en svensk sjökapten, skeppsbyggmästare och handelsman. 
Sandström hörde till Familjen Sandström, Skelleftebygdens största skeppsbyggare under 1800-talets första hälft. Han hörde till den släkt som sedan omkring 100 år innan honom byggt fartyg på den så kallade  "Byggvallen" i Hortlax.

## Biografi
Johan Sandström var son till byggmästare  Nils Persson (f. 1746) och Anna Johansdotter (f. 1749). Den 25 september 1810 gifte han sig med pigan Eva Maria Nilsdotter (f. 1787) i Skellefteå landsförsamling. Makarna fick 10 barn: Johan (f. 1811), Nicanor (f. 1812), Mariana Fredrica (f. 1814), Joachim (f. 1815), Robert (f. 1818), Theodor (f. 1822), Edvard (f. 1823), Willehard (f. 1823), Victor (f. 1815) och Eva Gustafva (f. 1927). Fem av hans söner lärde sig att bli skeppsbyggare. Av dessa blev Johan, Nicanor och Willehard kända som skeppsbyggmästare.
Samma år som Sandström gifte sig flyttade han, tillsammans med sin äldre bror Nils Petter Nilsson-Sandström, från Hortlax till Storkåge där de tillsammans byggde en del fartyg. Brodern återvände dock till Hortlax tre år senare. Samma år erhöll Sandström burskap som skeppare och borgare i Öregrund. Dit flyttade han dock troligtvis inte. Sandström flyttade från Storkåge till Norrböle by och den 24 januari 1816 köpte han egendomen Karlgård på Sörböle för 4 000 riksdaler av häradshövding Carl Fredrik Furtenbach. På egendomen uppförde han ett skeppsvarv.
Sandström avled den 24 september 1841. Bouppteckningen var 60 sidor och värdet av hans tillgångar uppgick enligt denna till 164 182,37 kr, vilket motsvarade cirka 13 974 008 kr år 2023. Han är begravd strax höger om huvudingången till Skellefteå landsförsamlings kyrka.

## Karriär
Sandström bar titeln Coopverdiekaptenen och skeppsbyggmästaren. Han blev både fartygsägare, sågverksägare och markägare. Det sistnämnda genom tvivelaktiga uppköp av hemman från skuldsatta småbönder. Vidare var han även delaktig i arbetet för att Skellefteå skulle bli stad.
Sandström anlade skeppsvarvet Carlgårds skeppsvarv som blev bygdens ledande varv med beställningar från bland annat Köpenhamn, Göteborg och Stockholm. Vid sidan om skeppsbyggeriet bedrev han även handelshus tillsammans med bland annat C G Hallenborg i Stockholm och James Dickson i Göteborg.
År 1841 var han delägare i både Brännfors såg i Åbyn och Holmfors såg i Kåge. Några månader innan han avled 1841 hade han avtalat med Klutmarks byamän om att uppföra en ny dammbyggnad i Finnforsälven/Tvärån. Tanken var att han skulle flytta sina grovbladiga sågar från verksamheten i Skråmträsk dit. Arbetet med Johannisfors såg tog dock fart först när sonen Nicanor sålde Strömsörs herrgård 1847 till konsul Seth Michael Franzén.